# سكوت بي. ديفيس
سكوت بي. ديفيس (بالإنجليزية: Scott B. Davis)‏ هو مصور أمريكي، (و. 1900  م).